# Акустический концерт
«Акустический концерт», также называется «Акустический» — концертный альбом Виктора Цоя, выпущенный в 1994 году. Альбом смонтирован из записи сольного концерта Цоя, прошедшего в 1987 году в московской квартире. Между некоторыми песнями вставлены диалоги Цоя со слушателями. Альбом был переиздан в 1996 году с ещё 11-ю песнями и измененным порядком.

## Список композиций

### 1994 год
| №   | Название             | Длительность |
| --- | -------------------- | ------------ |
| 1.  | «Последний герой»    | 4:16         |
| 2.  | «Каждую ночь»        | 2:45         |
| 3.  | «Хочу перемен»       | 4:05         |
| 4.  | «Алюминиевые огурцы» | 4:16         |
| 5.  | «Солнечные дни»      | 4:18         |
| 6.  | «Дальше»             | 4:40         |
| 7.  | «Генерал»            | 6:13         |
| 8.  | «Уходи»              | 3:16         |
| 9.  | «Восьмиклассница»    | 2:20         |
| 10. | «Анархия»            | 6:05         |
| 11. | «Безъядерная зона»   | 1:52         |
| 12. | «Троллейбус»         | 3:16         |
| 13. | «Транквилизатор»     | 5:17         |
| 14. | «Камчатка»           | 2:55         |

### Переиздание 1996 года
| №   | Название                        | Длительность |
| --- | ------------------------------- | ------------ |
| 1.  | «Последний герой»               | 2:31         |
| 2.  | «Каждую ночь»                   | 2:21         |
| 3.  | «Хочу перемен»                  | 4:21         |
| 4.  | «Алюминиевые огурцы»            | 2:20         |
| 5.  | «Солнечные дни»                 | 3:02         |
| 6.  | «Ты выглядишь так несовременно» | 3:04         |
| 7.  | «Попробуй спеть вместе со мной» | 3:33         |
| 8.  | «Транквилизатор»                | 5:19         |
| 9.  | «Весна»                         | 2:08         |
| 10. | «Лето»                          | 4:09         |
| 11. | «Мама — Анархия»                | 2:08         |
| 12. | «Спокойная ночь»                | 4:09         |
| 13. | «Закрой за мной дверь»          | 2:17         |
| 14. | «Электричка»                    | 2:35         |
| 15. | «Дальше действовать будем мы»   | 2:53         |
| 16. | «Генерал»                       | 3:35         |
| 17. | «Это не любовь»                 | 3:22         |
| 18. | «Уходи»                         | 3:28         |
| 19. | «Безъядерная зона»              | 2:43         |
| 20. | «Мы хотим танцевать»            | 2:43         |
| 21. | «Музыка волн»                   | 2:39         |
| 22. | «Восьмиклассница»               | 1:59         |
| 23. | «Город»                         | 3:08         |
| 24. | «Троллейбус»                    | 2:48         |
| 25. | «Камчатка»                      | 2:48         |

## В записи участвовали
- Виктор Цой — вокал, гитара